# إنيكو رومو
إنيكو رومو (بالإسبانية: Eneko Romo) (19 يناير 1979 ببنبلونة في إسبانيا - ) هو لاعب كرة قدم إسباني في مركز الوسط. لعب مع أتلتيك بيلباو ب وبينيا سبورت وديبورتيفو ألافيس ورايو فايكانو وريال يونيون ونادي إيبار ونادي لاردة وديبورتيفو ألافيس ب.

## روابط خارجية
- إنيكو رومو على موقع قاعدة بيانات كرة القدم.إي يو (الإنجليزية)
- إنيكو رومو على موقع Soccerway.com (الإنجليزية)
- إنيكو رومو على موقع AS.com (الإسبانية)